# Bonin-eilanden
De Bonin- of Ogasawara-eilanden (Japans: 小笠原諸島, Ogasawara Shotō) vormen een archipel van 30 subtropische eilanden ongeveer 1000 km ten zuiden van Tokio, Japan. De eilanden worden bestuurd door de subprefectuur Ogasawara, een subprefectuur van de prefectuur Tokio. Op ongeveer 700 km ten zuiden van de Bonin-eilanden en 1900 km ten oosten ervan liggen de eilanden Okinotorishima en Minamitorishima. Deze behoren bestuurlijk eveneens tot de Bonin-eilanden. De totale oppervlakte van de Bonin-eilanden is 104,41 km². De enige bewoonde eilanden zijn Chichi-jima (父島) en Haha-jima (母島). Op deze twee eilanden bevindt zich tevens het enige dorp in de subprefectuur, Ogasawara.
De Ogasawara-eilanden werden in juni 2011 op de 35e sessie van de Commissie voor het Werelderfgoed toegevoegd aan de lijst van werelderfgoed van de UNESCO.

## Eilandsubgroepen
De Ogasawara-eilanden bestaan uit drie subgroepen, gesorteerd volgens het hoofdeiland:
- Mukojima-groep (聟島列島, Mukojima Rettō)
  - Mukojima (聟島, letterlijk: Bruid-bruidegomeiland)
  - Yomejima (嫁島, letterlijk: Bruideiland)
  - Kitanojima (&#北ノ島 of 北島, letterlijk: Noordereiland)
- Chichijima-groep (父島列島, Chichijima Rettō)
  - Chichijima (父島, letterlijk: Vadereiland),
  - Anijima (兄島, letterlijk: Oudere-broerseiland)
  - Otōtojima (弟島, letterlijk: Jongere-broerseiland)
- Hahajima-groep (母島列島, Hahajima Rettō)
  - Hahajima (母島, letterlijk: Moedereiland)
  - Anejima (姉島, letterlijk: Oudere-zuseiland)
  - Imōtojima (妹島, letterlijk: Jongere-zuseiland)

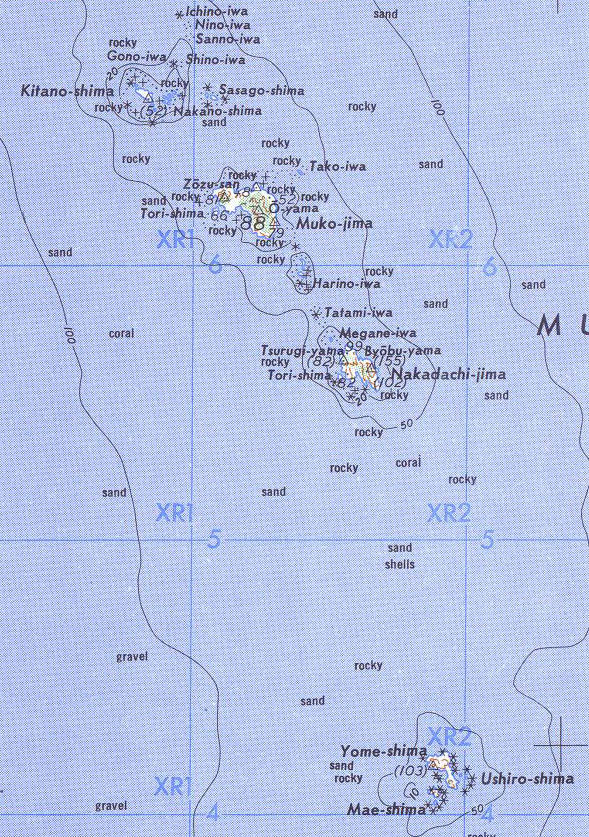
Mukojima-groep
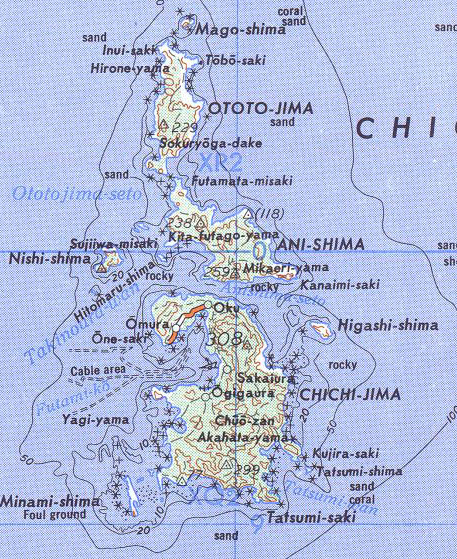
Chichijima-retto-groep
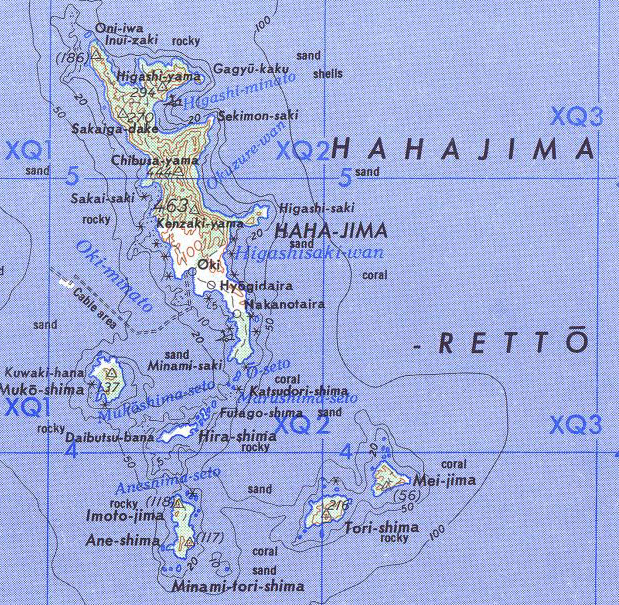
Hahajima-retto-groep

## Andere eilanden
De onderstaande eilanden vallen bestuurlijk onder Ogasawara maar maken geografisch geen deel uit van de Bonin-eilanden.
- Vulkaan-eilanden (火山列島, Kazan Rettō)
  - Kita Iwo Jima (北硫黄島, Kitaiōjima of Kitaiōtō, letterlijk: Noordelijk zwaveleiland)
  - Iwo Jima (硫黄島, Iōjima of Iōtō, letterlijk: Zwaveleiland)
  - Minami Iwo Jima (南硫黄島, Minamiiōjima of Minamiiōtō, letterlijk: Zuidelijk zwaveleiland)
- Ten westen van de Hahajima-groep en ten noorden van de Vulkaan-eilanden:
  - Nishinoshima (西之島, letterlijk: Westereiland, ook: Rosario-eiland)
- Ver verwijderde eilanden:
  - Okinotorishima (沖ノ鳥島 of 沖鳥島, letterlijk: Ver vogeleiland)
  - Minamitorishima (&(南鳥島, letterlijk: Zuidelijk vogeleiland)

## Geologie
De Ogasawara-eilanden maken deel uit van een eilandboog (geologische term - Engels: fore arc; Nederlands: "voorlandboog"). De eilanden liggen boven een subductiezone tussen de Pacifische plaat en de Filipijnse plaat, waarbij de eerste onder de laatste subduceert. Dit veroorzaakt een oceanische trog ten oosten van de Bonin-eilanden. De kern van de Bonins werd gevormd door vulkanische activiteit bij het begin van de subductie, zo'n 45 tot 50 Ma en bestaat uit voornamelijk andesitisch vulkanisch gesteente, dat Boniniet genoemd wordt. Dit gesteente is rijk aan magnesium-oxiden, chroom en kwarts. De Ogasawara eilanden zouden deel kunnen uitmaken van de ontsloten gedeeltes van een ofioliet. De gesteenten van de Vulkaan groep zijn veel jonger; Iwo Jima is een slapende vulkaan, waar ook veel hete bronactiviteit plaatsvindt.

## Tweede Wereldoorlog
Een van de zwaarste gevechten van de Tweede Wereldoorlog in Azië (Pacific War) vond hier plaats in februari 1945. Omdat de Japanners vanaf deze eilanden Amerikaanse bommenwerpers richting Japan bestookten, hadden de Verenigde Staten er alle belang bij om Iwo Jima in handen te krijgen. Zij wisten het eiland op de Japanners te veroveren en verkregen zo de controle over de daar aanwezige drie vliegvelden als uitvalsbasis richting het hartland van Japan.

## Toerisme en fauna
Door de subtropische ligging zijn veel eilanden omringd door koraalriffen. Dit trekt veel toeristen, die komen snorkelen en walvissen spotten.
Verschillende vogelsoorten nestelen alleen op de Bonin-eilanden of omringende kleine eilanden, waaronder de zwarte houtduif (Columba janthina) en de bedreigde boninbrilvogel (Apalopteron familiare).
Architeuthis (een reuzenpijlinktvis) werd hier voor het eerst levend gefilmd op 27 september 2005. In 2013 werd opnieuw een levend exemplaar op camera vastgelegd.

## Trivia
- De Bonin-eilanden zijn gebruikt bij het filmen van verschillende Godzilla-films, waarin ze Monster Island genoemd worden.